# Bożena Intrator
Bożenna Intrator (ur. 1964) – polska poetka, pisarka, tłumaczka, autorka tekstów piosenek; tworzy po niemiecku, po polsku i po angielsku.
Jest autorką wierszy, opowiadań, powieści, sztuk teatralnych, przekładów sztuk teatralnych i scenariuszy, tekstów piosenek (również filmowych), artykułów, obrazów.
Absolwentka podstawowej szkoły muzycznej w klasie akordeonu. Studiowała germanistykę na Uniwersytecie Warszawskim, tłumaczenia i literaturę na Uniwersytecie Wiedeńskim, literaturę niemiecką na USC w Los Angeles oraz na wydziale literatury niemieckiej i wydziale filmowym New York University w Nowym Jorku. W 1990 ukończyła studia doktoranckie na Wydziale Literatury Niemieckiej Uniwersytetu Nowojorskiego.

## Twórczość
- opowiadania i wiersze w czasopismach: "Die Brücke" (Austria), "Nowy Dziennik" (USA), "Eiserne Reserve" (Austria), "Magdalenka Literacka" (Polska), "Koniec wieku" (Polska), "Hybryda", "Nowy wiek", "Opcje", "Suplement", "Pogranicze", "Gutenberg"
- wiersze i tłumaczenia wierszy w antologiach: "Moderne Polnische Lyrik" (Austria), "Moderne Österreichische Lyrik", "Na mojej ziemi był Oświęcim", "Auschwitzgedichte"
- powieść: "Luft nur", 1995, wydawnictwo Röschnar, (Austria)
- wybór poezji: "so nahe und so weit – tak blisko i tak daleko" (2007), "Szepcząc, Geflüster", Wydawnictwo Edukacyjne, Kraków 1998
- tłumaczenia sztuk: "Królowa i Szekspir" ("Tee in Richmond" – Esther Vilar, wydane przez Teatr Nowy w Łodzi, sztuka zrealizowana przez teatr TVP), "Zazdrość", ("Eifersucht" – Esther Vilar, wydane przez Teatr Nowy w Łodzi, sztuka zrealizowana przez teatr TVP), 2001, "Moskito" (Esther Vilar), "Strategia motyli" ("Strategie der Schmetterlinge" – Esther Vilar), "Starość jest piękna" ("Alt heißt schön" - Esther Vilar) – sztuka zrealizowana przez Polskie Radio oraz przez Teatr Polonia,
- "Wielki Apetyt" – przekład i adaptacja sztuki "fully committed" Becky Mode – zrealizowana w Teatrze Studio Buffo
- sztuki:
  - "Praktyka względności"
  - "Tak blisko i tak daleko"
  - "Nasz mały krasnoludek"
  - "Między końcem i początkiem"
  - "Talk to you on facebook" (współautor Edward Lee),
  - "Motyle były wcześniej" (współautorzy: Paweł Jurek)
  - "Do trzech razy sztuka"
- teksty (o sztuce) i zdjęcia w: "Die Presse" (Austria), "Rzeczpospolita" (Polska), "Hybryda" (Polska)
- scenariusze:
  - po polsku: "Hela w opałach", "tak blisko i tak daleko", "Praktyka względności"
  - po niemiecku: "So nahe und so weit"
  - po angielsku: scenariusz "Znajdę Cię" znany również jako "Music, War and Love" - autorzy: David S. Ward i Bożenna Intrator
- przekłady scenariuszy na jęz. angielski: "Karolcia" ("The magic stone"/"Little Caroline"), "Balladyna" (The Bait)
- teksty piosenek: w filmie "Wojna żeńsko-męska", "Balladyna", "15 fotografii", "Świąteczna Przygoda", w polskiej wersji filmu rysunkowego "Titanic", na płytach takich wykonawców jak: De Su, Hania Stach, Majka Jeżowska, Izabela Kopeć oraz na płytach "Piątki na piątki" Radia Zet, "Jak zapomnieć" RMF FM i innych